# Melochia makateaensis
Melochia makateaensis är en malvaväxtart som beskrevs av Harold St.John. Melochia makateaensis ingår i släktet Melochia och familjen malvaväxter. Inga underarter finns listade i Catalogue of Life.